# FS E.444
Die Baureihe E.444, Spitzname Tartaruga (deutsch: Schildkröte), ist eine Schnellzug-Elektrolokomotive der Ferrovie dello Stato, der italienischen Staatsbahn. Sie entstand zeitgleich mit der 103 der Deutschen Bundesbahn und genießt in Italien einen ähnlichen Kultstatus wie ihr bundesdeutsches Pendant.

## Geschichte
Die in den 1960er Jahren geplante Neubaustrecke Florenz–Rom benötigte Lokomotiven, die die maximal acht Wagen langen Rapido-Züge mit 200 km/h und die gemischtklassigen, maximal zwölf Wagen langen Expresszüge mit 160 km/h ziehen konnten. Daher wurde in den Studienbüros des FS-Maschinendienstes Servizio Materiale e Trazione eine gleisschonende, stark motorisierte Bo’Bo’-Elektrolokomotive entworfen, die sich durch tiefangelenkte, drehzapfen- und wiegenlose Drehgestelle mit kurzem Achsstand auszeichnete. Die Alternativentwicklung einer Co’Co’-E-Lok der Baureihe E.666 kam über einen Versuchsträger nicht heraus. Da während der Auslieferung der Lokomotiven die italienische Bahnindustrie sich neu ordnete, tragen die Lokomotiven die Fabrikschilder von bis zu zwölf verschiedenen Firmen. 
Die Lokomotiven waren grau und blau lackiert, ab 1973 auch mit rotem Warnanstrich über den Pufferbohlen.

## Konstruktion
Der Lokkasten der E.444 lastet über Sekundärfedern und Schräglenker auf einem Hilfslenker. Dieser liegt wiederum auf Gleitdrehbahnen auf dem Drehgestellrahmen. Die Zug- und Bremskräfte werden durch tiefangelenkte Stahlseile, die unter dem Drehgestell geführt werden, übertragen. Hohlwellen-Antriebe übertragen das Drehmoment auf die Achsen, wobei zur Übertragung Winkelhebel-Gelenkkupplungen mit sogenanntem „tanzenden Ring“ Verwendung finden.
Die E.444 besitzt eine feingestufte Schützensteuerung, die in Verbindung mit sechs Feldschwächungsgraden und 43 Widerstandskombinationen arbeitet. Die 1120-Kilowatt-Motoren sind in Serien-Parallelgruppierung geschaltet. Die Widerstandsbremse erbringt zwischen 200 km/h und 50 km/h eine Verzögerungskraft von 88 Kilonewton. Im Inneren der E-Lok sind die Anfahr- und Bremswiderstände eingebaut, die erhitzte Luft wird durch die Dachhutze nach außen abgeleitet.

## Einsatz

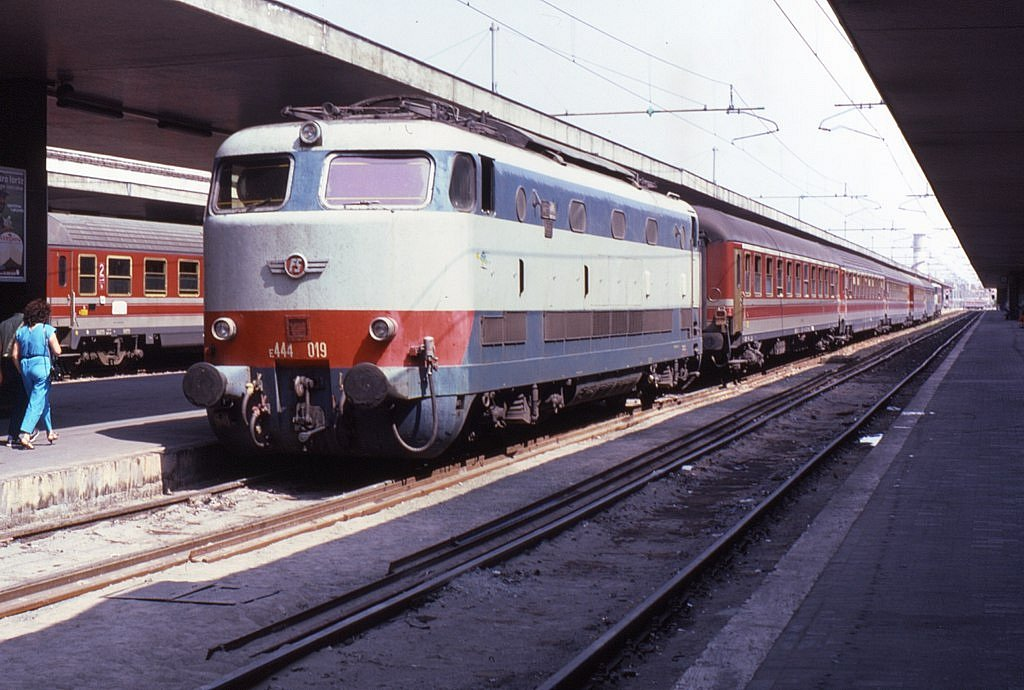
E.444 mit UIC-X-Komposition in Roma Termini

Die E.444 werden vorwiegend im hochwertigen Personenfernverkehr eingesetzt. Sie waren seinerzeit auch praktisch ausschließlich für die Traktion von Trans-Europ-Express-Zügen auf dem FS-Streckennetz zuständig, sowohl für internationale Verbindungen wie TEE Roland, Lemano, Ligure, Mediolanum und Cisalpin, als auch nationale TEEs wie Adriatico, Ambrosiano, Vesuvio, Cycnus, Aurora.
Diese Züge erreichten zum Teil Geschwindigkeiten bis 180 km/h, dabei waren Langläufe mit Tagesleistungen von bis zu 1500 Kilometern keine Seltenheit.
Ab 1985 zogen E.444 die ersten fahrplanmäßig mit 200 km/h verkehrenden Züge in Italien über die Direttissima Florenz–Rom. Seit dem Erscheinen der Nachfolgebauart FS E.402A treten die „Schildkröten“ allmählich ins zweite Glied zurück. 
Am 7. April 2021 endete der planmäßige Einsatz der Baureihe, da der Einbau von Feuerlöschsystemen aus wirtschaftlichen Gründen nicht mehr erwogen wurde. 

## Varianten

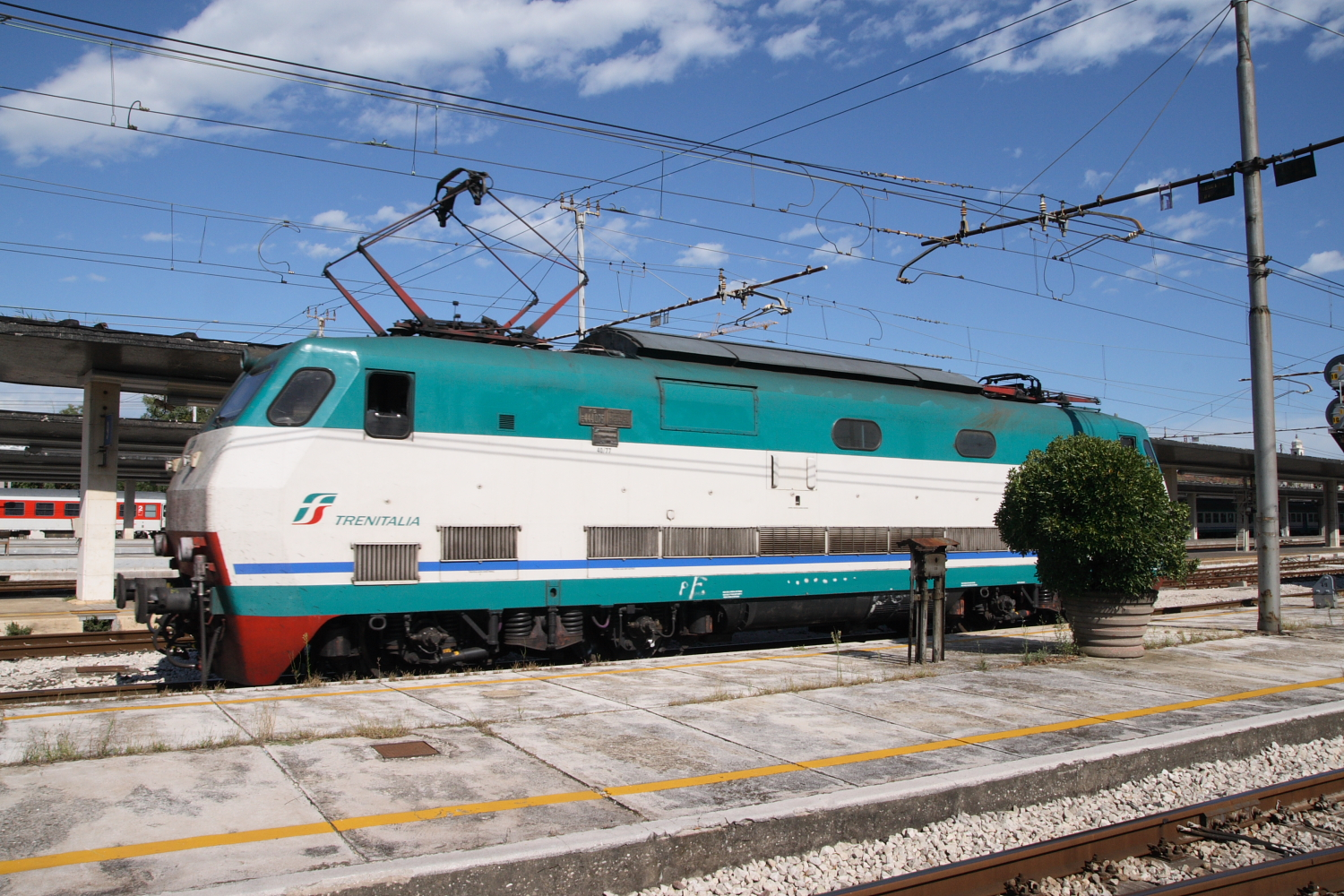
E.444R in Venedig

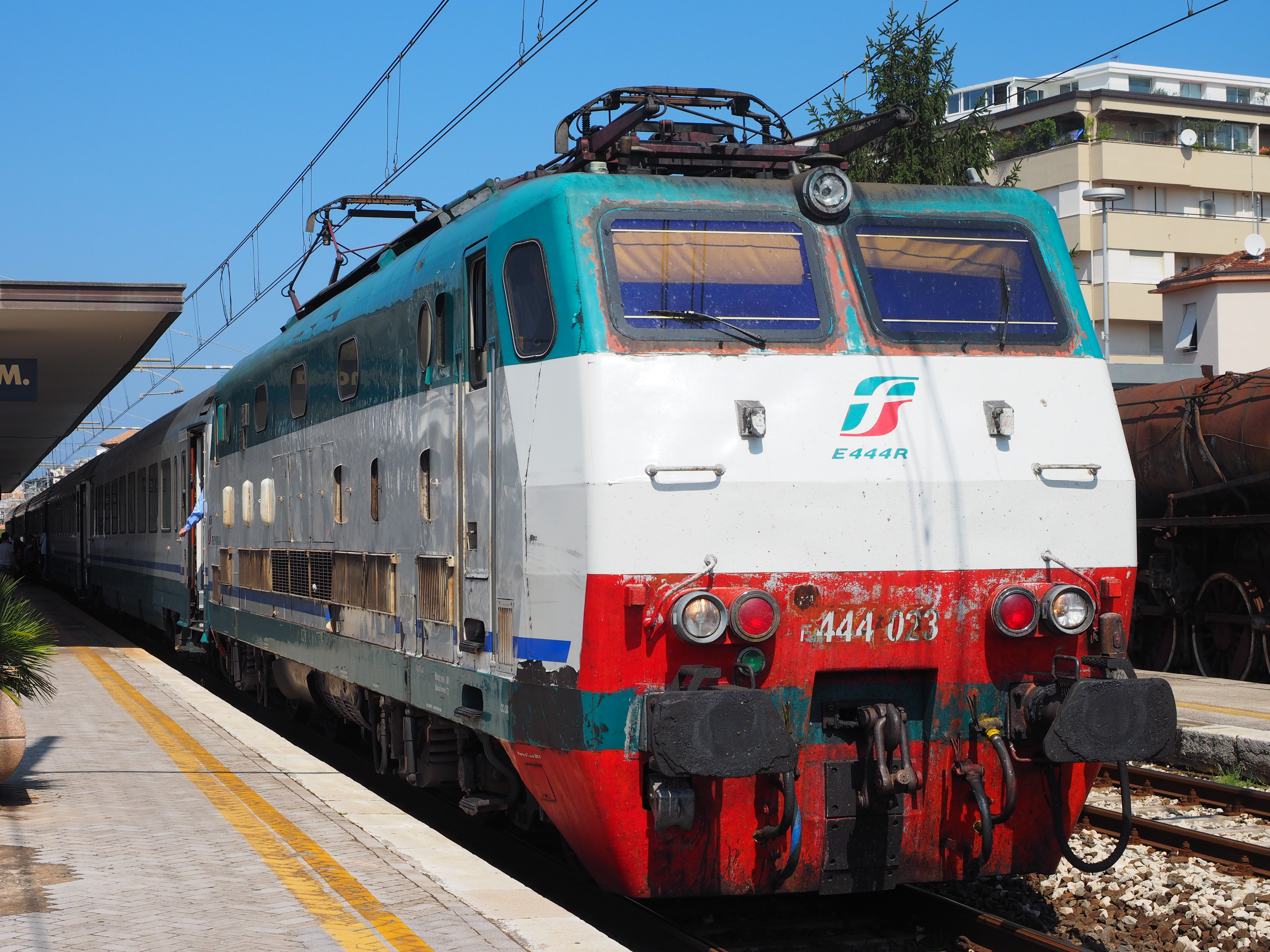
E.444R in Civitanova Marche

Die Baureihe E.444 kennt neben den vier Vorserienloks zwei wichtige Nachrüstvarianten:
- E.444 Vorserie: Die vier Vorserienloks wurden 1967 in Betrieb genommen. Dabei zeigte sich, dass die geforderte Höchstgeschwindigkeit vom 200 km/h im planmäßigen Betrieb unter anderem aufgrund unzureichender Drehgestelle noch nicht erreicht werden konnte (bei Testfahrten wurde dennoch mit einem Reisezug eine Spitzengeschwindigkeit von 207 km/h erreicht). Die Höchstgeschwindigkeit der Vorserienloks wurde daraufhin auf 180 km/h limitiert. Des Weiteren verfügen die Vorserienloks im Vergleich zu den Serienloks über einen noch ziemlich hausbacken wirkenden Lokkasten mit „geraden“ Fronten, der lediglich zu den Seiten hin leicht abgerundet ist. Im Gegensatz zu den Serienloks wurden die Vorserienloks nicht modernisiert. Als einzige Vorserienlok blieb die E.444.001 als funktionstüchtige Museumslok im Eisenbahnmuseum Pietrarsa bei Neapel erhalten.
- E.444 AV: Für den Einsatz mit 200 km/h auf der Direttissima Florenz–Rom wurden 18 Maschinen zur Version AV (Alta Velocità; deutsch: Hochgeschwindigkeit) mit Schlingerdämpfern, anderem Übersetzungsverhältnis und geänderter Führerstandssignalisierung nachgerüstet. Diese Exemplare bekamen später die Baureihenbezeichnung E.447.
- E.444R: Von 1989 bis 1997 wurden alle E.444 modernisiert: Der Führerstand wurde neu aufgebaut und besitzt nun eine kastenartige anstelle der eleganten runden Form. Dadurch wurde der Führerstand geräumiger. Gleichzeitig sind die Führerkabinen asbestfrei, lärmgedämmt und klimatisiert. Die Traktionselektrik blieb grundsätzlich unverändert, einige Details wurden aber modernisiert. Sie erhielt eine elektronische Vorsteuerung und durch Nachimprägnierung wurde die Isolationsklasse der Motoren verbessert. Die Motorgeneratoren wurden durch statische Hilfsbetriebeumrichter ersetzt, sofern dies nicht schon vor 1982 geschehen war. Mit dem Umbau wurden auch die Getriebe der E.447 rückgebaut. Die umgebauten E-Loks erhielten die Bezeichnung E.444R (riqualificata, deutsch: aufgewertet). Die umgebauten Lokomotiven erhielten zunächst einen hellgrau/roten Anstrich, später hellgrau und grün.

## Trivia
- Der Spitzname Tartaruga (deutsch: Schildkröte) war das Ergebnis eines FS-internen Ideenwettbewerbes. Die Karikatur einer Fliegenden Schildkröte zierte als eine Art Logo die Lokomotiven bis zur Einführung des XMPR-Designs.
- Die E.444.005 diente von 1976 bis 1981 als Erprobungsträger für die stufenlose Thyristor-Choppersteuerung.